# Gaig terrestre de Pander
El gaig terrestre de Pander (Podoces panderi) és un ocell de la família dels còrvids (Corvidae).

## Hàbitat i distribució
Viu a deserts amb vegetació rastrera de l'Àsia meridional, al Turkestan, a l'est del Mar Caspi i sud-est del Mar d'Aral i al sud del Llac Balkhaix, al sud-est del Kazakhstan.